# Jauz
Jauz (наст. имя — Сэм Фогель (англ. Sam Vogel)) — американский диджей и музыкальный продюсер и Сан-Франциско.

## Биография

### Ранние годы
Фогель родился в Северной Калифорнии. Он начал играть на гитаре и писать электронную музыку в возрасте 15 лет. Он посещал киношколу при Университете Лойолы Мэримаунт, прежде чем решил продолжить музыкальную карьеру. Он поступил в музыкальную продюсерскую школу Icon Collective, где начал выпускать будущие хаус-треки под сценическим псевдонимом Jauz. Его карьера пошла вверх, когда его коллега Кеннеди Джонс исполнил один из его ремиксов. Джонс познакомил его со своим менеджером Мо Шализи, который помогал Сэму выпускать музыку на звукозаписывающем лейбле Buygore.

### Карьера
Сэм начал свою карьеру в 2013 году под псевдонимом «Escape Dubstep» но позже переименовал себя в Jauz
Карьера Jauz’а началась с создания ремиксов.

## Дискография

### Альбомы
- The Wise and the Wicked (2018)
- Rise Of The Wise (2023)

### Синглы
- «Rock The Party» (2015)
- «Deeper Love» (2015)
- «Get Down» (2016)
- «Magic» (2016)
- «Meant To Love You» (2017)
- «Oceans & Galaxies» (2021)
- «Mercy» (2022)